# Camp Hill (Alabama)
Camp Hill ist ein Ort im Tallapoosa County des US-Bundesstaats Alabama.
Bei der Volkszählung im Jahr 2020 hatte Camp Hill 1006 Einwohner. Der Ort war Ausrichter des Odyssey Music Festivals. Die Gesamtfläche des Ortes beträgt 23,5 km².

## Demographie
Nach der Volkszählung im Jahr 2000 hatte Camp Hill 1273 Einwohner, die sich auf 519 Haushalte und 319 Familien verteilten. Die Bevölkerungsdichte betrug somit 54,2 Einwohner/km². 84,92 % der Bevölkerung waren afroamerikanisch, 14,32 % weiß. In 30,3 % der Haushalte lebten Kinder unter 18 Jahren. Das Durchschnittseinkommen eines Haushaltes betrug 20.655 Dollar, wobei 24,4 % der Einwohner unterhalb der Armutsgrenze lebten.

## Persönlichkeiten
- Sylvia Bozeman, Mathematikerin und Hochschullehrerin